# Discographie de Momoiro Clover Z
Cette page répertorie et regroupe les albums, les singles et les DVD qu'a sorti le groupe japonais, les Momoiro Clover Z ainsi que leur propre classement.

## Albums

### Albums studio
| Année | Albums | Oricon | Ventes                                        | Certification |
| ----- | --- | ------ | --------------------------------------------- | ------------- |
| 2011  | Battle and Romance (バトルアンドロマンス) - Sortie : 27 juillet 2011 25 décembre 2011 (en LP) - Label : StarChild (King Records) - Formats : CD, CD+DVD ; vinyle ; téléchargement légal | 3e     | 23 967 (première semaine) 179 487 (au total)  | Or            |
| 2013  | 5th Dimension (5TH DIMENSION) - Sortie : 10 avril 2013 - Label : StarChild (King Records) - Formats : CD, CD+DVD ; téléchargement légal                                                 | 1er    | 180 282 (première semaine) 235 431 (au total) | Platine       |
| 2016  | Amaranthus (AMARANTHUS) - Sortie : 17 février 2016 - Label : StarChild (King Records) - Formats : CD, CD+Blu-ray ; téléchargement légal                                                 | 2e     |                                               |               |
| 2016  | Hakkin no Yoake (白金の夜明け) - Sortie : 17 février 2016 - Label : StarChild (King Records) - Formats : CD, CD+Blu-ray ; téléchargement légal                                          | 1er    |                                               |               |

### Albums live
| Année | Albums | Oricon | Ventes                            |
| ----- | --- | ------ | --------------------------------- |
| 2012  | Momoclo All Stars 2012 (Momoclo★All Stars 2012) - Sortie : 21 avril 2012 - Label : StarChild (King Records) - Formats: CD | -      | pas de nombre d'exemplaires exact |

### Compilations
| Année | Albums | Oricon | Ventes |
| ----- | --- | ------ | ------ |
| 2013  | Iriguchi no Nai Deguchi (入口のない出口, "Sortir sans entrer") - Sortie : 5 juin 2013 - Label : SDR - Formats: CD, téléchargement légal | 1      | ???    |

## Singles
Certains singles du groupe sont plus reconnus que d'autres et ont été classés dans les plus grands singles de leur année de sortie.
| Année             | Titre du single | Oricon            | Ventes                                                                                      | Certification                                          |                   |                   |                   |                   |
| Label indépendant | Label indépendant | Label indépendant | Label indépendant                                                                           | Label indépendant                                      | Label indépendant | Label indépendant | Label indépendant | Label indépendant |
| ----------------- | --- | ----------------- | ------------------------------------------------------------------------------------------- | ------------------------------------------------------ | ----------------- | ----------------- | ----------------- | ----------------- |
| 2009              | Momoiro Punch (ももいろパンチ) - Sortie : 5 août 2009 - Label : Happy Music Records - Formats : CD single / téléchargement légal                                                                             | 23e               | 4 167 (première semaine) 13 655 (au total)                                                  | —                                                      |                   |                   |                   |                   |
| 2009              | Mirai e Susume! (未来へススメ!) - Sortie : 11 novembre 2009 - Label : Happy Music Records - Formats : CD single / téléchargement légal                                                                       | 11e               | 15 292 (première semaine) 23 278 (au total)                                                 | —                                                      |                   |                   |                   |                   |
| Labels major      | |                   |                                                                                             |                                                        |                   |                   |                   |                   |
| 2010              | Ikuze! Kaitō Shōjo (行くぜっ!怪盗少女) - Sortie : 5 mai 2010 - Label : Universal Music Japan - Formats : CD single / CD+DVD / téléchargement légal                                                           | 3e                | 22 537 (première semaine) 40 251 (au total)                                                 |                                                        |                   |                   |                   |                   |
| 2010              | Pinky Jones (ピンキージョーンズ) - Sortie : 10 novembre 2010 - Label : StarChild (King Records) - Formats: CD single / CD+DVD / téléchargement légal                                                         | 8e                | 22 936 (première semaine) 41 024 (au total)                                                 |                                                        |                   |                   |                   |                   |
| 2011              | Mirai Bowl / Chai Maxx (ミライボウル/Chai Maxx) - Sortie : 9 mars 2011 - Label : StarChild (King Records) - Formats : CD single / CD+DVD / téléchargement légal                                              | 3e                | 25 070 (première semaine) 47 422 (au total)                                                 | 424e single de l'année                                 |                   |                   |                   |                   |
| 2011              | Z Densetsu ~Owarinaki Kakumei~ (Z伝説～終わりなき革命～) - Sortie : 6 juillet 2011 - Label : StarChild (King Records) - Formats: CD single / CD+DVD / téléchargement légal                                   | 5e                | 13 193 (première semaine) 22 077 (au total)                                                 |                                                        |                   |                   |                   |                   |
| 2011              | D' no Junjō (Ｄ'の純情) - Sortie : 6 juillet 2011 - Label : StarChild (King Records) - Formats : CD / téléchargement légal                                                                                   | 6e                | 12 969 (première semaine) 19 045 (au total)                                                 |                                                        |                   |                   |                   |                   |
| 2011              | Rōdō Sanka (労働讃歌) - Sortie : 23 novembre 2011 - Label : StarChild (King Records) - Formats: CD single / CD+DVD / téléchargement légal                                                                    | 7e                | 39 976 (première semaine) 68 654 (au total)                                                 |                                                        |                   |                   |                   |                   |
| 2012              | Mōretsu Uchū Kōkyōkyoku Dai Nana Gakushō "Mugen no Ai" (猛烈宇宙交響曲・第七楽章「無限の愛」) - Sortie : 7 mars 2012 - Label : StarChild (King Records) - Formats: CD single / CD+DVD / téléchargement légal | 5e                | 39 858 (première semaine) 83 506 (total en 2012) 88 549 (au total)                          | 95e single de l'année                                  |                   |                   |                   |                   |
| 2012              | Otome Sensō (Z女戦争) - Sortie : 27 juin 2012 - Label : StarChild (King Records) - Formats : CD single / CD+DVD / téléchargement légal                                                                       | 3e                | 67 596 (première semaine) 105 718 (total en 2012) 10 707 (total en 2013) 116 425 (au total) | 76e single de l'année 2012 590e single de l'année 2013 |                   |                   |                   |                   |
| 2012              | Saraba, Itoshiki Kanashimitachi yo (サラバ、愛しき悲しみたちよ) - Sortie : 21 novembre 2012 - Label : StarChild (King Records) - Formats : CD single / CD+DVD / téléchargement légal                         | 5e                | 73 745 (première semaine) 133 681 (au total)                                                | 84e single de l'année                                  |                   |                   |                   |                   |
| 2013              | GOUNN - Sortie : 6 novembre 2013 - Label : StarChild (King Records) - Formats : CD single / CD+DVD / téléchargement légal                                                                                    | 2e                | 77 581 (première semaine) 89 379 (au total)                                                 |                                                        |                   |                   |                   |                   |
| 2014              | Naitemo Iin da yo (泣いてもいいんだよ) - Sortie : 8 mai 2014 - Label : StarChild (King Records) - Formats : CD single / CD+DVD / téléchargement légal                                                        | 1er               | 66 854 (première semaine) 86 631 (au total)                                                 |                                                        |                   |                   |                   |                   |
| 2014              | MOON PRIDE - Sortie : 30 juillet 2014 - Label : StarChild (King Records) - Formats : CD single / CD+DVD / téléchargement légal                                                                               | 3e                | 50 340 (première semaine) 66 138 (au total)                                                 |                                                        |                   |                   |                   |                   |
| 2015              | Seishunfu (青春賦) - Sortie : 11 mars 2015 - Label : StarChild (King Records) - Formats : CD single / CD+DVD / téléchargement légal                                                                          | 4e                | 64 310 (première semaine)                                                                   |                                                        |                   |                   |                   |                   |
| 2015              | "Z" no Chikai (『Z』の誓い) - Sortie : 29 avril 2015 - Label : StarChild (King Records) - Formats : CD single / CD+DVD / téléchargement légal                                                                | 4e                | 48 626 (première semaine)                                                                   |                                                        |                   |                   |                   |                   |
| 2016              | The Golden History (ザ・ゴールデン・ヒストリー) - Sortie : 7 septembre 2016 - Label : StarChild (King Records) - Formats : CD single / CD+Blu-ray / téléchargement légal                                     | 2e                | 51 883 (première semaine)                                                                   |                                                        |                   |                   |                   |                   |

### Autres singles
| Année                 | Titre du single | Oricon                | Ventes                                      | Certification               |                       |                       |                       |                       |
| Singles non officiels | Singles non officiels | Singles non officiels | Singles non officiels                       | Singles non officiels       | Singles non officiels | Singles non officiels | Singles non officiels | Singles non officiels |
| --------------------- | --- | --------------------- | ------------------------------------------- | --------------------------- | --------------------- | --------------------- | --------------------- | --------------------- |
| 2010                  | Kimiyuki (きみゆき) - Sortie : 24 décembre 2010 - Label : King Records Japan - Formats : CD single / téléchargement légal                                                                       | —                     | —                                           | —                           |                       |                       |                       |                       |
| 2011                  | Akarin e Okuru Uta (あかりんへ贈る歌) - Sortie : 1er juin 2011 - Label : King Records Japan - Formats : CD single / téléchargement légal                                                        | —                     | —                                           | —                           |                       |                       |                       |                       |
| 2011                  | Shiroi Kaze (白い風) - Sortie : 25 décembre 2011 - Label : King Records Japan - Formats : CD single / téléchargement légal                                                                      | —                     | —                                           | —                           |                       |                       |                       |                       |
| 2012                  | Nippon Egao Hyakkei (ニッポン笑顔百景) - Sortie : 5 septembre 2012 - Label : King Records Japan - Formats : CD single / téléchargement légal                                                    | 6e                    | 34 478 (première semaine) 52 606 (au total) | 151e single de l'année 2012 |                       |                       |                       |                       |
| 2012                  | Bokura no Century (僕等のセンチュリー) - Sortie : 24 décembre 2012 - Label : King Records Japan - Formats : CD single / téléchargement légal                                                    | 5e                    | 21 509 (première semaine ; au total)        | —                           |                       |                       |                       |                       |
| 2013                  | Naichaisō Fuyu / Hagane no Ishi (泣いちゃいそう冬 / 鋼の意志) - Sortie : 23 décembre 2013 - Label : King Records Japan - Formats : CD single / téléchargement légal                             | —                     | —                                           | —                           |                       |                       |                       |                       |
| 2014                  | Hitotsubu no Egao de... / Chai Maxx ZERO (一粒の笑顔で… / Chai Maxx ZERO) - Sortie : 24 décembre 2014 - Label : King Records Japan - Formats : CD single / téléchargement légal                 | —                     | —                                           | —                           |                       |                       |                       |                       |
| 2015                  | Koyoi, Live no Shita de (今宵、ライブの下で) - Sortie : 23 décembre 2015 - Label : EVIL LINE RECORDS - Formats : CD single / téléchargement légal                                               | —                     | —                                           | —                           |                       |                       |                       |                       |
| Singles duo           | |                       |                                             |                             |                       |                       |                       |                       |
| 2015                  | Yume no Ukiyo ni Saite Mina (夢の浮世に咲いてみな) (Momoiro Clover Z vs KISS) - Sortie : 28 janvier 2015 - Label : King Records Japan - Formats : CD single / CD+Blu-ray / téléchargement légal | 2e,                   |                                             | —                           |                       |                       |                       |                       |

## DVDs live et Blu-rays
| Numéro | Titre | Sortie                                  | Classements             | Classements            | Total Ventes (Oricon) | Total Ventes (Oricon) |
| Numéro | Titre | Sortie                                  | Oricon Weekly DVD Chart | Oricon Weekly BD Chart | DVD                   | BD                    |
| ------ | --- | --------------------------------------- | ----------------------- | ---------------------- | --------------------- | --------------------- |
| 1      | Momoiro Christmas in Nihon Seinenshi ~Tabbi: DAPPI~ (ももいろクリスマス in 日本青年館 〜脱皮:DAPPI〜) | 23 mars 2011 (DVD) 5 juin 2013 (BD)     | 26                      | 6                      | 26,808                | —                     |
| 2      | 4.10 Nakano Sun Plaza Daikai Momoclo Haru no Ichi Daiji ~Mabushisa no Naka ni Kimi ga Ita~ (4.10中野サンプラザ大会 ももクロ春の一大事 〜眩しさの中に君がいた〜)                                             | 24 août 2011 (DVD) 5 juin 2013 (BD)     | 14                      | 4                      | 57,007                | —                     |
| 3      | Summer Dive 2011 Gokurakumon kara Konnichiwa (サマーダイブ2011 極楽門からこんにちは) | 11 décembre 2011 (DVD) 5 juin 2013 (BD) | 19                      | 2                      | 51,166                | —                     |
| 4      | Momoclo Aki no Nidai Matsuri "Otoko Matsuri 2011" (ももクロ秋の2大祭り「男祭り2011」) | 7 mars 2012 (DVD) 5 juin 2013 (BD)      | 4                       | —                      | 25,011                | —                     |
| 5      | Momoclo Aki no Ninai Dai Matsuri "Onna Matsuri 2011" (ももクロ秋の2大祭り「女祭り2011」) | 7 mars 2012 (DVD) 5 juin 2013 (BD)      | 3                       | —                      | 29,065                | —                     |
| 6      | Momoiro Christmas 2011 Saitama Super Arena Taikai (ももいろクリスマス2011 さいたまスーパーアリーナ大会) | 11 avril 2012                           | 2                       | 1                      | 45,536                | 38,738                |
| 7      | Momoclo Haru no Ichidaiji 2012 ~Momoclo☆All Stars 2012~ (ももクロ春の一大事2012〜ももクロ☆オールスターズ〜)                                                                                                 | 5 septembre 2012                        | 4                       | 3                      | 26,575                | 38,132                |
| 8      | Momoclo Haru no Ichidaiji 2012 ~Miwataseba Dai Panorama Jigoku~ (ももクロ春の一大事2012〜見渡せば大パノラマ地獄〜)                                                                                          | 5 septembre 2012                        | 3                       | 2                      | 36,297                | 41,622                |
| 9      | Momoclo Natsu no Bakasawagi SUMMER DIVE 2012 Seibu Dome Taikai (ももクロ夏のバカ騒ぎ SUMMER DIVE 2012 西武ドーム大会)                                                                                       | 24 décembre 2012                        | 9                       | 3                      | 31,701                | 39,640                |
| 10     | Momoclo no Kodomo Matsuri 2012 ~Yoiko no Minna Atsumare!~ (ももクロの子供祭り2012 ～良い子のみんな集まれーっ！～)                                                                                           | 23 janvier 2013                         | 8                       | 3                      | 5,830                 | 12,172                |
| 11     | Momoclo Aki no Nidai Matsuri "Onna Matsuri 2012: Dynamism" (ももクロ秋の二大祭り「男祭り2012-Dynamism-」)                                                                                                   | 27 février 2013                         | 4                       | 3                      | 16,608                | 27,068                |
| 12     | Momoclo Aki no Ni Dai Matsuri 2012 "Onna Matsuri 2012: Girl's Imagination" (ももクロ秋の二大祭り「女祭り2012-Girl's Imagination-」)                                                                         | 27 février 2013                         | 3                       | 2                      | 16,809                | 27,073                |
| 13     | Momoiro Christmas 2012 Live ~Saitama Super Arena Taikai~ 24nichi Koen (ももいろクリスマス2012 〜さいたまスーパーアリーナ大会〜 24日公演)                                                                    | 29 mai 2013                             | 2                       | 3                      | 14,020                | 24,049                |
| 14     | Momoiro Christmas 2012 Live ~Saitama Super Arena Taikai~ 25nichi Koen (ももいろクリスマス2012 〜さいたまスーパーアリーナ大会〜 25日公演)                                                                    | 29 mai 2013                             | 1                       | 2                      | 14,050                | 24,108                |
| 15     | Momoiro Clover Z JAPAN TOUR 2013 "5TH DIMENSION" (ももいろクローバーZ JAPAN TOUR 2013「5TH DIMENSION」) | 24 juillet 2013                         | 7                       | 6                      |                       |                       |
| 16     | Momoiro Clover Z Haru no Ichidaiji 2013 Seibu Dome Taikai 〜 Hoshi o Tsugu Momo vol.1 Peach for the Stars〜 (ももいろクローバーZ 春の一大事 2013 西武ドーム大会 〜星を継ぐもも vol.1 Peach for the Stars〜) | 25 septembre 2013                       | 6                       | 3                      |                       |                       |
| 17     | Momoiro Clover Z Haru no Ichidaiji 2013 Seibu Dome Taikai 〜 Hoshi o Tsugu Momo vol.2 Peach for the Stars〜 (ももいろクローバーZ 春の一大事 2013 西武ドーム大会 〜星を継ぐもも vol.2 Peach for the Stars〜) | 25 septembre 2013                       | 7                       | 4                      |                       |                       |
| 18     | Momo Kuro no Kodomo Matsuri 2013 〜 Mamore! Minna no Tōbudōbutsukōen Tatakae! Momoiro Animal Z!〜 (ももクロの子供祭り2013 〜守れ! みんなの東武動物公園 戦え! ももいろアニマルZ!〜)                          | 27 novembre 2013                        | 18                      | 9                      |                       |                       |
| 19     | Momo kuro natsu no baka sawagi WORLD SUMMER DIVE 2013.8.4 Nissan Sutajiamu Taikai (ももクロ夏のバカ騒ぎ WORLD SUMMER DIVE 2013.8.4 日産スタジアム大会)                                                      | 29 janvier 2014                         | 4                       | 2                      |                       |                       |

## Vidéos musicales

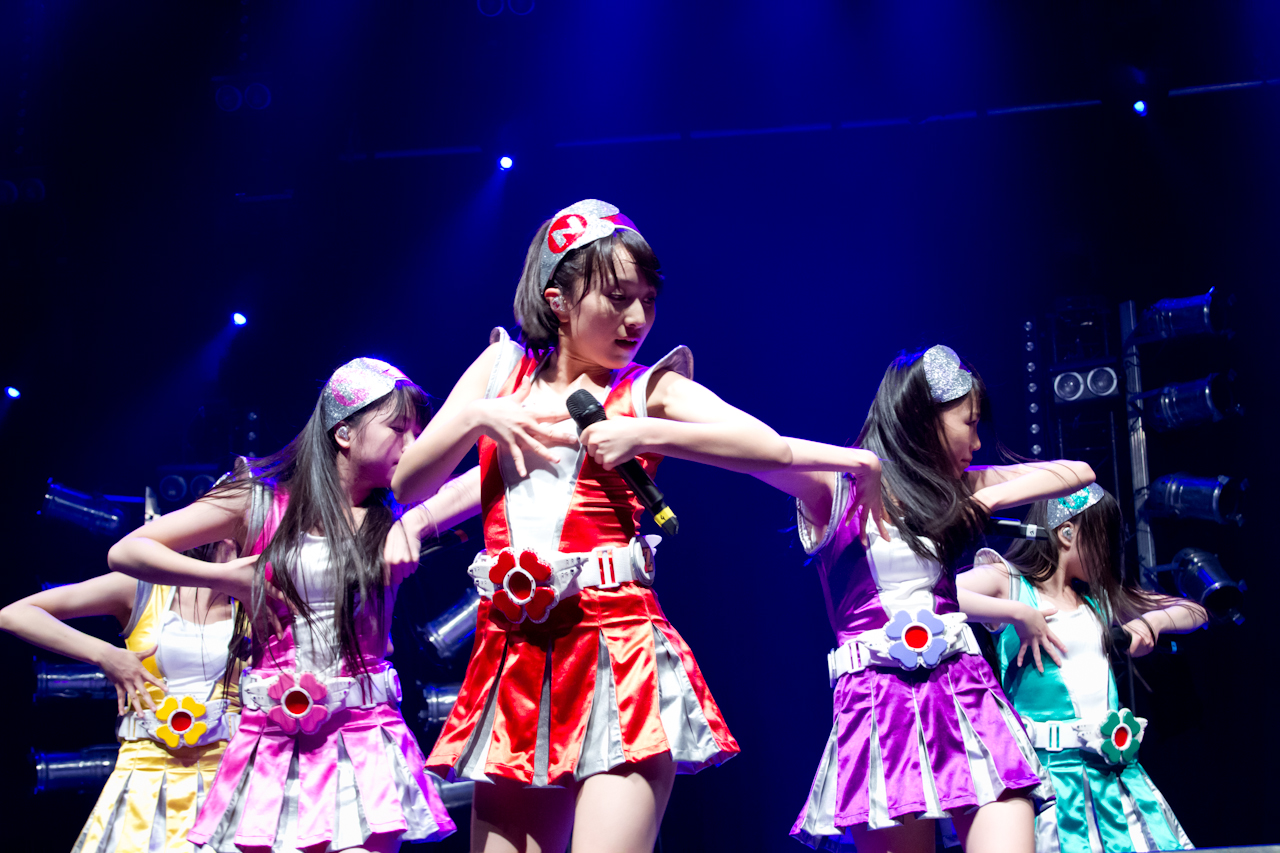
Le groupe à Japan Expo, en 2012

| No.                         | Titre                                                                                           | Vidéo officielle sur YouTube |
| Singles (Label indépendant) | Singles (Label indépendant)                                                                     | Singles (Label indépendant)  |
| --------------------------- | ----------------------------------------------------------------------------------------------- | ---------------------------- |
| 1                           | Momoiro Punch (ももいろパンチ)                                                                  | Regarder                     |
| 2                           | Mirai e Susume! (未来へススメ！)                                                                | Regarder                     |
| Singles (Label major)       |                                                                                                 |                              |
| 1                           | Ikuze! Kaitō Shōjo (行くぜっ！怪盗少女)                                                         | Regarder                     |
| 2                           | Pinky Jones (ピンキージョーンズ)                                                                | Regarder                     |
| 2                           | Coco Natsu (ココ☆ナツ)                                                                          | Live                         |
| 3                           | Mirai Bowl (ミライボウル)                                                                       | Regarder                     |
| 3                           | Chai Maxx                                                                                       | Regarder                     |
| 4                           | Z Densetsu: Owarinaki Kakumei" (Z伝説 ～終わりなき革命～)                                       | Live Regarder                |
| 5                           | D' no Junjō (D'の純情)                                                                          | Regarder                     |
| 6                           | Rōdō Sanka (労働賛歌)                                                                           | Regarder                     |
| 6                           | Santa-san (サンタさん)                                                                          | Regarder                     |
| 7                           | Mōretsu Uchū Kōkyōkyoku Dai Nana Gakushō « Mugen no Ai » (猛烈宇宙交響曲・第七楽章「無限の愛」) | Regarder                     |
| 8                           | Otome Sensō (Z女戦争)                                                                           | Regarder                     |
| 8                           | PUSH                                                                                            | Regarder                     |
| 8                           | Mite Mite Kocchichi (みてみて☆こっちっち) (chorégraphie)                                        | Regarder                     |
| 9                           | Saraba, Itoshiki Kanashimitachi yo (サラバ、愛しき悲しみたちよ)                                 | Regarder                     |
| 9                           | Wee-Tee-Wee-Tee                                                                                 | Regarder                     |
| 10                          | Gounn (GOUNN)                                                                                   | Regarder                     |
| 11                          | Naitemo Iin Da yo (泣いてもいいんだよ)                                                          | Regarder                     |
| 12                          | Moon Pride (MOON PRIDE)                                                                         | Regarder                     |
| Albums                      |                                                                                                 |                              |
| 1                           | Ame-no-tajikarao (天手力男)                                                                     | Live                         |
| 2                           | Neo Stargate                                                                                    | Regarder                     |
| 2                           | Birth Ø Birth                                                                                   | Regarder                     |